# Campeonato Mundial Júnior de Patinação Artística no Gelo de 2001
O Campeonato Mundial Júnior de Patinação Artística no Gelo de 2001 foi a vigésima sexta edição do Campeonato Mundial Júnior de Patinação Artística no Gelo, um evento anual de patinação artística no gelo organizado pela União Internacional de Patinação (em inglês:  International Skating Union) onde os patinadores artísticos competem pelo título de campeão mundial júnior. A competição foi disputada entre os dias 26 de fevereiro e 2 de março, na cidade de Sófia, Bulgária.

## Eventos
- Individual masculino
- Individual feminino
- Duplas
- Dança no gelo

## Medalhistas
| Evento                        | Ouro                                          | Prata                                            | Bronze                                            |
| Individual masculino detalhes | Johnny Weir · Estados Unidos                  | Evan Lysacek · Estados Unidos                    | Vincent Restencourt · França                      |
| Individual feminino detalhes  | Kristina Oblasova · Rússia                    | Ann Patrice McDonough · Estados Unidos           | Susanna Pöykiö · Finlândia                        |
| Duplas detalhes               | Zhang Dan · Zhang Hao · China                 | Yuko Kawaguchi · Alexander Markuntsov · Japão    | Kristen Roth · Michael McPherson · Estados Unidos |
| Dança no gelo detalhes        | Natalia Romaniuta · Daniil Barantsev · Rússia | Tanith Belbin · Benjamin Agosto · Estados Unidos | Elena Khaliavina · Maxim Shabalin · Rússia        |

## Resultados

### Individual masculino
| Pos.                                                  | Nome                 | Nacionalidade    | Pontos | QA | QB | PC | PL |
| ----------------------------------------------------- | -------------------- | ---------------- | ------ | -- | -- | -- | -- |
| Medalha de ouro                                       | Johnny Weir          | Estados Unidos   | 2.0    | 1  |    | 1  | 1  |
| Medalha de prata                                      | Evan Lysacek         | Estados Unidos   | 5.4    | 3  |    | 2  | 3  |
| Medalha de bronze                                     | Vincent Restencourt  | França           | 6.4    | 2  |    | 6  | 2  |
| 4                                                     | Ma Xiaodong          | China            | 7.8    |    | 1  | 4  | 5  |
| 5                                                     | Stéphane Lambiel     | Suíça            | 10.4   | 4  |    | 3  | 7  |
| 6                                                     | Alan Street          | Reino Unido      | 11.0   |    | 2  | 7  | 6  |
| 7                                                     | Jeffrey Buttle       | Canadá           | 13.0   | 6  |    | 11 | 4  |
| 8                                                     | Karel Zelenka        | Itália           | 14.6   |    | 3  | 9  | 8  |
| 9                                                     | Cyril Brun           | França           | 17.0   | 8  |    | 8  | 9  |
| 10                                                    | Nicholas Young       | Canadá           | 19.8   | 5  |    | 13 | 10 |
| 11                                                    | Alexander Shubin     | Rússia           | 22.2   | 13 |    | 5  | 14 |
| 12                                                    | Sergei Dobrin        | Rússia           | 26.0   |    | 5  | 20 | 12 |
| 13                                                    | Gregor Urbas         | Eslovênia        | 26.2   | 9  |    | 16 | 13 |
| 14                                                    | Kazumi Kishimoto     | Japão            | 26.6   |    | 9  | 10 | 17 |
| 15                                                    | Benjamin Miller      | Estados Unidos   | 26.8   |    | 6  | 14 | 16 |
| 16                                                    | Kevin van der Perren | Bélgica          | 27.6   | 10 |    | 21 | 11 |
| 17                                                    | Tomáš Verner         | República Tcheca | 31.8   |    | 4  | 12 | 23 |
| 18                                                    | Filip Stiller        | Suécia           | 32.6   |    | 8  | 24 | 15 |
| 19                                                    | Andrei Dobrokhodov   | Azerbaijão       | 33.6   |    | 7  | 18 | 20 |
| 20                                                    | Florian Just         | Alemanha         | 34.6   | 7  |    | 23 | 18 |
| 21                                                    | Anton Kovalevsky     | Ucrânia          | 34.8   | 12 |    | 15 | 21 |
| 22                                                    | Andrej Primak        | Alemanha         | 36.0   | 11 |    | 21 | 19 |
| 23                                                    | Vladimir Belomoin    | Uzbequistão      | 38.2   |    | 10 | 17 | 24 |
| 24                                                    | Yang An              | China            | 41.6   |    | 13 | 19 | 25 |
| 25                                                    | Stanimir Todorov     | Bulgária         | 43.6   |    | 15 | 26 | 22 |
| Não avançaram para a patinação livre / programa longo |                      |                  |        |    |    |    |    |
| 26                                                    | Ari-Pekka Nurmenkari | Finlândia        | —      |    | 11 | 25 |    |
| 27                                                    | Konstantin Tupikov   | Ucrânia          | —      |    | 14 | 27 |    |
| 28                                                    | Bradley Santer       | Austrália        | —      |    | 12 | 29 |    |
| 29                                                    | Christian Horvath    | Áustria          | —      | 15 |    | 28 |    |
| 30                                                    | Aleksei Saks         | Estônia          | —      | 14 |    | 30 |    |
| Não avançaram para o programa curto                   |                      |                  |        |    |    |    |    |
| 31                                                    | Jamal Othman         | Suíça            | —      | 16 |    |    |    |
| 31                                                    | Soshi Tanaka         | Japão            | —      |    | 16 |    |    |
| 33                                                    | Balint Miklos        | Romênia          | —      | 17 |    |    |    |
| 33                                                    | Michael Lubojanski   | Alemanha         | —      |    | 17 |    |    |
| 35                                                    | Vadim Akolzin        | Israel           | —      | 18 |    |    |    |
| 35                                                    | Krzysztof Komosa     | Polônia          | —      |    | 18 |    |    |
| 37                                                    | Dmitri Kass          | Letônia          | —      | 19 |    |    |    |
| 37                                                    | Ivan Kinčík          | Eslováquia       | —      |    | 19 |    |    |
| 39                                                    | Karlo Požgajčić      | Croácia          | —      | 20 |    |    |    |
| 39                                                    | Bertalan Zakany      | Hungria          | —      |    | 20 |    |    |
| 41                                                    | Manuel Segura        | México           | —      | 21 |    |    |    |
| 41                                                    | Tomas Katukevicius   | Lituânia         | —      |    | 21 |    |    |
| 43                                                    | Miguel Ballesteros   | Espanha          | —      | 22 |    |    |    |
| 43                                                    | Alper Uçar           | Turquia          | —      |    | 22 |    |    |
| 45                                                    | Miloš Milanović      | Iugoslávia       | —      |    | 23 |    |    |

### Individual feminino
| Pos.                                                  | Nome                   | Nacionalidade    | Pontos | QA | QB | PC | PL |
| ----------------------------------------------------- | ---------------------- | ---------------- | ------ | -- | -- | -- | -- |
| Medalha de ouro                                       | Kristina Oblasova      | Rússia           | 2.0    | 1  |    | 1  | 1  |
| Medalha de prata                                      | Ann Patrice McDonough  | Estados Unidos   | 3.6    |    | 1  | 2  | 2  |
| Medalha de bronze                                     | Susanna Pöykiö         | Finlândia        | 8.6    | 2  |    | 8  | 3  |
| 4                                                     | Yukari Nakano          | Japão            | 9.0    |    | 5  | 5  | 4  |
| 5                                                     | Tamara Dorofejev       | Hungria          | 9.8    | 5  |    | 3  | 6  |
| 6                                                     | Katharina Häcker       | Alemanha         | 10.6   | 3  |    | 4  | 7  |
| 7                                                     | Akiko Suzuki           | Japão            | 10.8   |    | 4  | 7  | 5  |
| 8                                                     | Joannie Rochette       | Canadá           | 15.4   |    | 7  | 6  | 9  |
| 9                                                     | Svetlana Chernyshova   | Rússia           | 16.0   |    | 2  | 12 | 8  |
| 10                                                    | Sara Wheat             | Estados Unidos   | 20.2   |    | 3  | 10 | 13 |
| 11                                                    | Carolina Kostner       | Itália           | 20.4   | 9  |    | 13 | 9  |
| 12                                                    | Stephanie Zhang        | Austrália        | 21.8   | 6  |    | 14 | 11 |
| 13                                                    | Fang Dan               | China            | 22.0   | 4  |    | 9  | 15 |
| 14                                                    | Christiane Berger      | Alemanha         | 24.2   |    | 14 | 11 | 12 |
| 15                                                    | Lucie Krausová         | República Tcheca | 28.8   | 7  |    | 20 | 14 |
| 16                                                    | Svetlana Pilipenko     | Ucrânia          | 31.4   |    | 8  | 17 | 18 |
| 17                                                    | Lucia Starovičová      | Eslováquia       | 32.6   |    | 12 | 18 | 17 |
| 18                                                    | Martine Zuiderwijk     | Países Baixos    | 34.0   | 11 |    | 16 | 20 |
| 19                                                    | Hristina Vassileva     | Bulgária         | 35.8   | 12 |    | 25 | 16 |
| 20                                                    | Taru Karvosenoja       | Finlândia        | 36.0   |    | 9  | 19 | 21 |
| 21                                                    | Viktória Pavuk         | Hungria          | 36.8   |    | 10 | 23 | 19 |
| 22                                                    | Roxana Luca            | Romênia          | 37.0   | 15 |    | 15 | 22 |
| 23                                                    | Chu-Hong Lee           | Coreia do Sul    | 39.0   |    | 6  | 21 | 24 |
| 24                                                    | Kimena Brog-Meier      | Suíça            | 39.4   | 8  |    | 22 | 23 |
| Não avançaram para a patinação livre / programa longo |                        |                  |        |    |    |    |    |
| 25                                                    | Anja Bratec            | Eslovênia        | —      | 14 |    | 24 |    |
| 26                                                    | Gintarė Vostrecovaitė  | Lituânia         | —      | 13 |    | 27 |    |
| 27                                                    | Sara Falotico          | Bélgica          | —      |    | 15 | 26 |    |
| 28                                                    | Quinn Wilmans          | África do Sul    | —      |    | 11 | 29 |    |
| 29                                                    | Viviane Käser          | Suíça            | —      |    | 13 | 28 |    |
| WD                                                    | Ye Bin Mok             | Estados Unidos   | —      | 10 |    | WD |    |
| Não avançaram para o programa curto                   |                        |                  |        |    |    |    |    |
| 31                                                    | Rebecca Garcia         | Espanha          | —      | 16 |    |    |    |
| 31                                                    | Anna Jurkiewicz        | Polônia          | —      |    | 16 |    |    |
| 33                                                    | Diana Chen             | Taipé Chinesa    | —      | 17 |    |    |    |
| 33                                                    | Jennifer Holmes        | Reino Unido      | —      |    | 17 |    |    |
| 35                                                    | Kristina Michailova    | Bielorrússia     | —      | 18 |    |    |    |
| 35                                                    | Johanna Götesson       | Suécia           | —      |    | 18 |    |    |
| 37                                                    | Kaori Poon             | Hong Kong        | —      | 19 |    |    |    |
| 37                                                    | Helena Garcia          | México           | —      |    | 19 |    |    |
| 39                                                    | Giovanna Almeida Leto  | Portugal         | —      | 20 |    |    |    |
| 39                                                    | Ines Pavlekovic        | Croácia          | —      |    | 20 |    |    |
| 41                                                    | Papatya Dokmeci        | Turquia          | —      | 21 |    |    |    |
| 41                                                    | Kathrin Freudelsperger | Áustria          | —      |    | 21 |    |    |
| 43                                                    | Ksenia Jastsenjski     | Iugoslávia       | —      |    | 22 |    |    |

### Duplas
| Pos.              | Nome                                  | Nacionalidade  | Pontos | PC | PL |
| ----------------- | ------------------------------------- | -------------- | ------ | -- | -- |
| Medalha de ouro   | Zhang Dan / Zhang Hao                 | China          | 1.5    | 1  | 1  |
| Medalha de prata  | Yuko Kawaguchi / Alexander Markuntsov | Japão          | 3.0    | 2  | 2  |
| Medalha de bronze | Kristen Roth / Michael McPherson      | Estados Unidos | 4.5    | 3  | 3  |
| 4                 | Julia Karbovskaya / Sergei Slavnov    | Rússia         | 7.0    | 4  | 5  |
| 5                 | Deborah Blinder / Jeremy Allen        | Estados Unidos | 7.5    | 7  | 4  |
| 6                 | Ding Yang / Ren Zhongfei              | China          | 10.5   | 9  | 6  |
| 7                 | Svetlana Nikolaeva / Pavel Lebedev    | Rússia         | 10.5   | 5  | 8  |
| 8                 | Elena Riabchuk / Stanislav Zakharov   | Rússia         | 13.0   | 8  | 9  |
| 9                 | Claudia Rauschenbach / Robin Szolkowy | Alemanha       | 14.0   | 6  | 11 |
| 10                | Johanna Purdy / Kevin Maguire         | Canadá         | 14.5   | 15 | 7  |
| 11                | Carla Montgomery / Jarvis Hetu        | Canadá         | 15.5   | 11 | 10 |
| 12                | Tatiana Chuvaeva / Dmitri Palamarchuk | Ucrânia        | 17.0   | 10 | 12 |
| 13                | Tatiana Volosozhar / Petro Kharchenko | Ucrânia        | 19.0   | 12 | 13 |
| 14                | Aljona Kokhanevich / Denis Petrov     | Ucrânia        | 20.5   | 13 | 14 |
| 15                | Diana Riskova / Vladimir Futas        | Eslováquia     | 22.0   | 14 | 15 |
| 16                | Marina Aganina / Artem Knyazev        | Uzbequistão    | 25.0   | 18 | 16 |
| 17                | Aneta Kowalska / Artur Szeliski       | Polônia        | 25.0   | 16 | 17 |
| 18                | Rebecca Corne / Richard Rowlands      | Reino Unido    | 26.5   | 17 | 18 |
| 19                | Ivana Durin / Andrei Maximov          | Iugoslávia     | 28.5   | 19 | 19 |

### Dança no gelo
| Pos.                             | Nome                                     | Nacionalidade        | Pontos | DC1 | DC2 | DO | DL |
| -------------------------------- | ---------------------------------------- | -------------------- | ------ | --- | --- | -- | -- |
| Medalha de ouro                  | Natalia Romaniuta / Daniil Barantsev     | Rússia               | 2.0    | 1   | 1   | 1  | 1  |
| Medalha de prata                 | Tanith Belbin / Benjamin Agosto          | Estados Unidos       | 4.0    | 2   | 2   | 2  | 2  |
| Medalha de bronze                | Elena Khaliavina / Maxim Shabalin        | Rússia               | 6.0    | 3   | 3   | 3  | 3  |
| 4                                | Alla Beknazarova / Yuri Kocherzhenko     | Ucrânia              | 8.6    | 4   | 4   | 5  | 4  |
| 5                                | Miriam Steinel / Vladimir Tsvetkov       | Alemanha             | 9.4    | 5   | 5   | 4  | 5  |
| 6                                | Elena Romanovskaya / Alexander Grachev   | Rússia               | 12.0   | 6   | 6   | 6  | 6  |
| 7                                | Viktoria Polzykina / Alexander Shakalov  | Ucrânia              | 14.8   | 8   | 7   | 8  | 7  |
| 8                                | Nathalie Péchalat / Fabian Bourzat       | França               | 15.2   | 7   | 8   | 7  | 8  |
| 9                                | Nóra Hoffmann / Attila Elek              | Hungria              | 19.0   | 10  | 10  | 10 | 9  |
| 10                               | Lucie Kadlčáková / Hynek Bílek           | República Tcheca     | 20.0   | 9   | 9   | 9  | 11 |
| 11                               | Sheri Moir / Danny Moir                  | Canadá               | 21.4   | 12  | 12  | 11 | 10 |
| 12                               | Agata Rosłońska / Michał Tomaszewski     | Polônia              | 23.6   | 11  | 11  | 12 | 12 |
| 13                               | Myriam Trividic / Yann Abback            | França               | 27.0   | 13  | 13  | 13 | 14 |
| 14                               | Lydia Manon / Michel Klus                | Estados Unidos       | 27.4   | 15  | 15  | 14 | 13 |
| 15                               | Kendra Goodwin / Chris Obzansky          | Estados Unidos       | 29.6   | 14  | 14  | 15 | 15 |
| 16                               | Tara Doherty / Tyler Myles               | Canadá               | 32.6   | 16  | 16  | 17 | 16 |
| 17                               | Fang Yang / Chongbo Gao                  | China                | 34.4   | 17  | 17  | 16 | 18 |
| 18                               | Ilaria Webster / Diego Rinaldi           | Itália               | 35.4   | 19  | 19  | 18 | 17 |
| 19                               | Phillipa Towler-Green / Robert Burgerman | Reino Unido          | 38.2   | 18  | 18  | 20 | 19 |
| 20                               | Jessica Huot / Juha Valkama              | Finlândia            | 39.4   | 20  | 20  | 19 | 20 |
| 21                               | Lidia Lewandoski / Andrea Vaturi         | Itália               | 42.0   | 21  | 21  | 21 | 21 |
| 22                               | Barbara Herzog / David Vincour           | Áustria              | 44.0   | 22  | 22  | 22 | 22 |
| 23                               | Marina Timofeyeva / Evgeni Striganov     | Estônia              | 46.0   | 23  | 23  | 23 | 23 |
| 24                               | Daniela Keller / Fabian Keller           | Suíça                | 48.0   | 24  | 24  | 24 | 24 |
| Não avançaram para a dança livre |                                          |                      |        |     |     |    |    |
| 25                               | Tatiana Siniaver / Tornike Tukvadze      | Geórgia              | —      | 26  | 26  | 25 |    |
| 26                               | Kamilla Szolnoki / Dejan Illes           | Croácia              | —      | 25  | 25  | 26 |    |
| 27                               | Anna Cappellini / Luca Lombardi          | Itália               | —      | 27  | 27  | 27 |    |
| 28                               | Julia Klochko / Ramil Sarkulov           | Uzbequistão          | —      | 28  | 28  | 28 |    |
| 29                               | Ana Galitch / Andrei Shishkov            | Bósnia e Herzegovina | —      | 29  | 29  | 29 |    |

## Quadro de medalhas
| Ordem | País           | Medalha de ouro | Medalha de prata | Medalha de bronze |    | Ordem por total |
| ----- | -------------- | --------------- | ---------------- | ----------------- | -- | --------------- |
| 1     | Rússia         | 2               |                  | 1                 | 3  | 2               |
| 2     | Estados Unidos | 1               | 3                | 1                 | 5  | 1               |
| 3     | China          | 1               |                  |                   | 1  | 3               |
| 4     | Japão          |                 | 1                |                   | 1  | 3               |
| 5     | Finlândia      |                 |                  | 1                 | 1  | 3               |
| 5     | França         |                 |                  | 1                 | 1  | 3               |
| TOTAL | TOTAL          | 4               | 4                | 4                 | 12 | —               |